# Linke-Hofmann R.I
 Linke-Hofmann R.I byl německý těžký bombardér, vyvinutý za první světové války společností Linke-Hofmann. Postaveny byly pouze čtyři kusy tohoto typu. Nikdy nebyly bojově nasazeny.

## Vývoj a popis

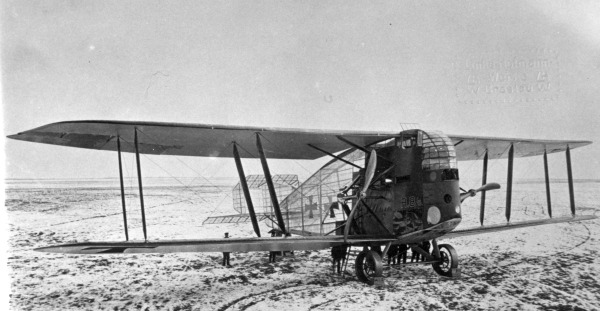
Prototyp s průhlednou zadní částí

Na jaře roku 1916 získala továrna Linke-Hofmann, která se do té doby zabývala licenční výrobou letounů, zakázku na vývoj těžkého bombardéru kategorie R (Riesenflugzeug). Vývoj vedl inženýr Paul Stumf, pevnostní výpočty provedl dr. Mann. Vznikl neobvykle řešený dvouplošník se čtyřmi motory umístěnými v zavalitém trupu, který vyplňoval celý mezikřídelní prostor. První prototyp R.I (R.8/15) měl navíc zadní část trupu s ocasními plochami potaženu průhledným celuloidem, neboť se očekávalo, že částečně průhledné letadlo bude obtížně zjistitelné.
Zkoušky prototypu začaly v lednu 1917, ale první let proběhl až na jaře 1917. Testy si vynutily zesílení nosného systému, přesto při šestém letu selhala poddimenzovaná konstrukce křídel a ta se utrhla. Zahynuli přitom dva mechanici. Zkoušky zároveň prokázaly nevhodnost celuloidu v konstrukci letounu. Materiál totiž silně odrážel světlo, takže stoj byl na nebi skvěle vidět. Trpěl také velkou roztažností, přičemž nerovný potah snižoval aerodynamickou čistotu letounu a deformoval jeho konstrukci.
Inspektorát letectva poté objednal stavbu dalších tří vylepšených letounů (R.40/16 až R.42/16). Měly zesílená křídla trojpříhradového uspořádání, křidélka s vyvážením, zesílené náhony vrtulí, větší chladiče a celuloidový potah téměř zcela nahradilo plátno. První sériový R.40/16 byl dodán na konci roku 1917. Měl sice dobrou manévrovatelnost, jinak však byly jeho výkony neuspokojivé a pilotáž obtížná. Pravděpodobně zůstal neopraven po tvrdém přistání, přičemž o osudu zbylých dvou strojů není nic známo.

## Konstrukce
Jednalo se o dvouplošník s velmi vysokým trupem, vyplňujícím celý prostor mezi křídly. Od tohoto řešení se očekávalo snížení čelního odporu letadla. Trup měl celodřevěnou kostru, částečně potaženou celuloidem. Trup byl uvnitř rozdělen na tři paluby. Nahoře byl kokpit pro dva piloty, uprostřed prostor pro čtyři řadové vodou chlazené motory Mercedes D.IVa a dole kabina bombometčíka a palivové nádrže. Každý pár motorů poháněl pomocí složitých převodových skříní jednu vrtuli. Podvozek byl pevný záďový. Letouny nebyly ozbrojeny. Pouze první sériový stroj měl spodní a boční střeliště, do kterých však nebyly nikdy instalovány kulomety.

## Specifikace

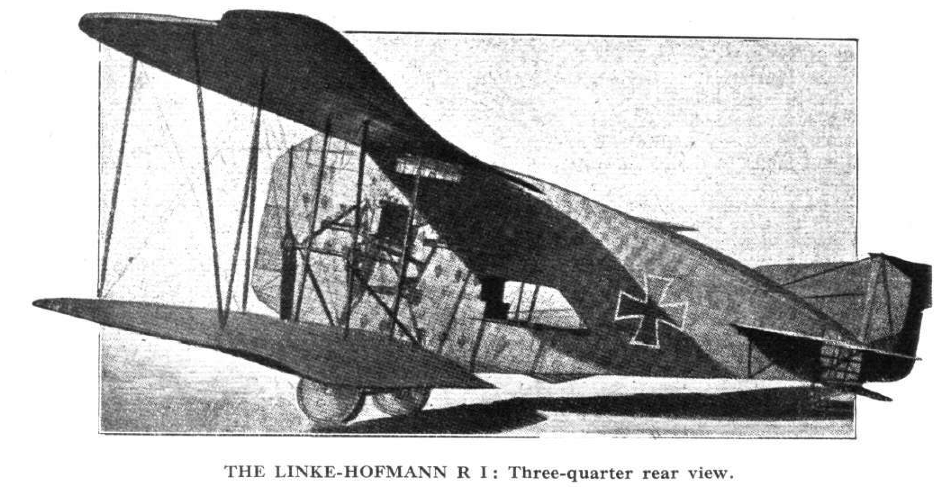
První sériový stroj měl zadní část krytou plátnem. Vidět jsou i boční střeliště

### Technické údaje (R.8/15, v závorce R.40/16)[1]
- Posádka: 3
- Rozpětí: 32,02 m (33,2 m)
- Délka: 15,56 m (15,6 m)
- Výška: 6,78 m (6,7 m)
- Nosná plocha: 264 m² (265 m²)
- Hmotnost prázdného letounu: 5800 kg (8000 kg)
- Vzletová hmotnost: 9000 kg (11 200 kg)
- Pohonná jednotka: 4× Mercedes D.IVa
- Výkon pohonné jednotky: 260 k (191 kW)

### Výkony
- Maximální rychlost: 140 km/h (130 km/h)